# 國分伸太郎
國分 伸太郎（こくぶ しんたろう、1994年8月31日 - ）は、岡山県出身のプロサッカー選手。Jリーグ・モンテディオ山形所属。登録ポジションはミッドフィールダー。

## 来歴

### プロ入り前
サンフレッチェ広島の下部組織を経て、中学卒業後大分トリニータU-18に入団。2学年上に松原健、1学年上に後藤優介、為田大貴、茂平（後に立命館大サッカー部でもチームメイト）、2学年下に坂井大将、佐藤昂洋、姫野宥弥がいた。U-18卒業時点でのトップチーム昇格はならず、立命館大学に進学。同校サッカー部に入部しサッカーを続ける事になったが、大学進学後も大分の強化担当より動向を注視されていた。大学時代はボランチとして主にプレーし、3年次には天皇杯京都府予選である京都FAカップ京都サッカー選手権大会を優勝し、天皇杯本戦に出場を果たした。4年次の11月に2017年からの大分へ加入が内定。大分U-18から大学を経由して大分に加入する初の選手となった。

### プロ入り後
1年目の2017年は、チーム始動直後から好調を維持。アピールに成功した結果、J2第4節・徳島戦で交代出場によりプロ公式戦デビューを果たした。その後も交代出場による出場機会を得て、第15節・町田戦ではプロ初の先発出場を果たした。シーズン後半は出場機会を減らしたが、シーズントータルでリーグ戦13試合に出場した。
2019年、ギラヴァンツ北九州に期限付き移籍。開幕戦でJリーグ初得点を記録するとリーグ戦29試合に出場。チームのJ3優勝、J2昇格に貢献した。2020年も33試合に出場。
2020年12月27日、北九州への期限付き移籍終了、同時にモンテディオ山形への完全移籍が発表された。

## 所属クラブ
- 富山スポーツ少年団サッカー部
- サンフレッチェびんごジュニアユース
- 2010年 - 2012年 大分トリニータU-18（大分東明高校[1]）
- 2013年 - 2016年 立命館大学
- 2017年 - 2020年 大分トリニータ
  - 2019年 - 2020年 ギラヴァンツ北九州（期限付き移籍）
- 2021年 - モンテディオ山形

## 個人成績
| 国内大会個人成績 | 国内大会個人成績 | 国内大会個人成績 | 国内大会個人成績 | 国内大会個人成績 | 国内大会個人成績 | 国内大会個人成績 | 国内大会個人成績 | 国内大会個人成績 | 国内大会個人成績 | 国内大会個人成績 | 国内大会個人成績 |
| 年度             | クラブ           | 背番号           | リーグ           | リーグ戦         | リーグ戦         | リーグ杯         | リーグ杯         | オープン杯       | オープン杯       | 期間通算         | 期間通算         |
| 年度             | クラブ           | 背番号           | リーグ           | 出場             | 得点             | 出場             | 得点             | 出場             | 得点             | 出場             | 得点             |
| 日本             | 日本             | 日本             | 日本             | リーグ戦         | リーグ戦         | リーグ杯         | リーグ杯         | 天皇杯           | 天皇杯           | 期間通算         | 期間通算         |
| ---------------- | ---------------- | ---------------- | ---------------- | ---------------- | ---------------- | ---------------- | ---------------- | ---------------- | ---------------- | ---------------- | ---------------- |
| 2015             | 立命館大         | 18               | -                | -                | -                | -                | -                | 1                | 1                | 1                | 1                |
| 2017             | 大分             | 17               | J2               | 13               | 0                | -                | -                | 2                | 0                | 15               | 0                |
| 2018             | 大分             | 17               | J2               | 10               | 0                | -                | -                | 1                | 0                | 11               | 0                |
| 2019             | 北九州           | 25               | J3               | 29               | 2                | -                | -                | 2                | 0                | 31               | 2                |
| 2020             | 北九州           | 25               | J2               | 33               | 2                | -                | -                | -                | -                | 33               | 2                |
| 2021             | 山形             | 25               | J2               | 36               | 1                | -                | -                | 1                | 0                | 37               | 1                |
| 2022             | 山形             | 25               | J2               | 39               | 3                | -                | -                | 0                | 0                | 39               | 3                |
| 2023             | 山形             | 25               | J2               | 31               | 1                | -                | -                | 0                | 0                | 31               | 1                |
| 2024             | 山形             | 25               | J2               | 34               | 3                | 1                | 0                | 1                | 0                | 36               | 3                |
| 2025             | 山形             | 25               | J2               |                  |                  |                  |                  |                  |                  |                  |                  |
| 通算             | 日本             | 日本             | J2               | 196              | 10               | 1                | 0                | 5                | 0                | 202              | 10               |
| 通算             | 日本             | 日本             | J3               | 29               | 2                | -                | -                | 2                | 0                | 31               | 2                |
| 通算             | 日本             | 日本             | 他               | -                | -                | -                | -                | 1                | 1                | 1                | 1                |
| 総通算           | 総通算           | 総通算           | 総通算           | 225              | 12               | 1                | 0                | 8                | 1                | 234              | 13               |

その他の公式戦
- 2022年 
  - J1参入プレーオフ 2試合0得点
- 2024年 
  - J1昇格プレーオフ 1試合0得点

出場歴
- J2初出場 - 2017年3月18日 第4節 徳島ヴォルティス戦（大銀ド）
  - 初得点 - 2020年6月27日 第2節 V・ファーレン長崎戦（トラスタ）
- J3初出場 - 2019年3月10日 第1節 FC東京U-23戦（ミクスタ）
  - 初得点 - 同上

## タイトル

### クラブ
ギラヴァンツ北九州
- J3リーグ：1回（2019年）